# Jean Gautier-Dalché
Jean Gautier-Dalché, né le 31 mars 1913 à Podensac et mort le 9 juillet 2010 à Bergerac, est un médiéviste français, spécialiste de l'Espagne médiévale.

## Biographie
Il est pensionnaire de la Casa de Velázquez en 1945-1946.
Il soutient une thèse sur l'histoire urbaine en León et Castille au Moyen Âge, en 1971 à l'université Paris Sorbonne-Paris IV sous la direction de Michel Mollat du Jourdin.
Il est professeur d'histoire médiévale à l'université de Nice jusqu'en 1981. Après sa retraite il se installe à Bergerac et continue de publier des travaux sur l'Espagne médiévale.

## Publications
- Des Mudejars aux Morisques : deux articles, deux méthodes, 1958
- Monnaie et économie dans l'Espagne du nord et du centre : (VIIIe – XIIIe siècle) , 1962
- À propos de l'histoire médiévale du Maroc, quelques suggestions pour une nouvelle orientation de la recherche, 1966
- L'Histoire monétaire de l'Espagne septentrionale et centrale du XIe au XIIe siècle : quelques réflexions sur divers problèmes, 1969
- Recherches sur l'histoire urbaine en Leon et en Castille au Moyen Âge, 1971
- À propos d'une mission en France de Gil de Albornoz : opérations navales et difficultés financières lors du siège d'Algésiras (1341-1344), 1972
- Histoire économique et sociale de l'Espagne chrétienne au Moyen Âge, éditions A. Colin
- Historia urbana de León y Castilla en la Edad Media : (IXe – XIIIe siècles), 1979
- Les rapports de la France et de la Castille du XIe au milieu du XIVe siècle, 1982
- Le testament d’Alonso Martínez de Olivera. Une fortune nobiliaire et une mentalité au début du XIVe siècle , Variorum reprints, 1982
- Économie et société dans les pays de la couronne de Castille, éditions Variorum Reprints, 1982, 352 pages (en anglais),  (ISBN 0-86078-096-1)
- Le Victorial : Chronique de don Pero Niño, comte de Buelna, 1378-1453, 373 pages, 2001, éditions Brepols,  (ISBN 2-503-51069-8) (BNF 38846762)

## Distinctions
- 1978 : prix Thérouanne[3]
- 1997 : Jean Gautier-Dalché fut fait docteur honoris causa de l'université de Valladolid[4].